# NEWS23X
『NEWS23X』（ニュース・ツー スリー クロス）は、2010年（平成22年）3月29日から2013年3月29日までTBSテレビをはじめとしたJNN系列各局にて平日（祝日含む）23時台に生放送されていた報道番組である。『NEWS23クロス』とも表記される。ハイビジョン制作。

## 概要
TBSは2009年春の大改編にてスタートした『総力報道!THE NEWS』と、『NEWS23』の直後に日替わり25分番組で構成していた『吉崎金門海峡（ゴールデン・ゲート　金曜日は除く）』が2010年3月26日で終了することに伴い、『NEWS23』に2009年3月まで行ってきた特集コーナーを再度設置の上で番組名を改題し、51分（金曜日は45分）番組にリニューアルすることを、2010年2月5日に発表した。新番組扱いではあるものの、事実上は『NEWS23』の続編に当たる（ただし、一部のテレビ番組雑誌ではNEWS23の後に最終回を示す"（終）"のマークが表記されていた）。『NEWS23』時代ではレギュラーに2名以上外部登用があったが、本番組では膳場を除いてTBS内部からの登用となった。
「大人っぽい“真っ当な”ニュース」を番組のコンセプトとしており、さまざまなニュースや人の交差点、いろいろな分野、領域へとクロスオーバーしていくという思いから「X（クロス）」という言葉が番組名に加えられている。
メインキャスターには『NEWS23』より続投の元NHKアナウンサーの膳場貴子に加え、『筑紫哲也NEWS23』立ち上げ時のディレクターであり、その後、『JNNニュースコール』『ニュースの森』キャスター、JNNニューヨーク支局長などを歴任したTBS報道局プロデューサー（当時）の松原耕二が起用された。特集コーナーにあたる「クロスアジェンダ」は報道局社会部警視庁担当、JNNロンドン支局長などを歴任した報道局外信部記者の萩原豊が担当し、不定期出演している。スポーツキャスターには、TBSアナウンサー（当時）の青木裕子（月曜日 - 木曜日）、枡田絵理奈（金曜日）が起用された。
｢NEWS23｣時代は音楽関連の特集などを除き放送音声がモノラル放送（モノステレオ放送）だったが、本番組では全編でステレオ放送が実施されていた。
金曜日は36分遅れで放送を開始している。リニューアル前は番組ロゴの文字配置が異なる別バージョンのオープニングを用いていたほか、出演者など月曜日 - 木曜日とは一部異なる部分があった（後述）。
｢NEWS23｣時代と同様に、年末年始やスポーツ中継などで番組が休止される場合には、代替番組として10分程度の『JNN NEWS』が放送される。
2012年3月23日の放送をもって、膳場以外のキャスターが降板し、番組とセットのリニューアルが行われた。同時に、新たにフィールドキャスターとして蓮見孝之、スポーツキャスターとして出水麻衣、コメンテーターとしてワシントン支局長などを歴任したTBS解説委員の播摩卓士がそれぞれレギュラー出演している。
2013年3月29日をもって『NEWS23X』としての放送は終了。翌週の4月1日からは2010年3月以来3年ぶりに『NEWS23』に戻されることになった。また、月曜日 - 木曜日の放送時間が8分拡大される。播摩以外の出演者は続投し、新たにアンカーとして岸井成格（月曜日 - 木曜日）、スポーツ・スペシャルキャスターとして高橋尚子が加わる。

### JNN排他協定について
オープニング後の本編では、画面左上に半透過の番組ロゴかコーナーロゴ（後述）を表示しているが、リニューアル前のキャスターが挨拶する場面では「JNN」のロゴマークを表示していた。このことから、この番組がJNN協定がかかるものであることを表しており、『NEWS23』時代とは異なり協定が番組全編に適用されている。
｢NEWS23｣末期に設けられていたローカル枠も本番組では設定されておらず、ローカルニュースを放送する局はこの番組の直後など別時間帯の番組として設定している。

## 出演者
メインキャスター
- 膳場貴子（TBS局契約アナウンサー・元NHKアナウンサー、2010年3月29日 - 2013年3月29日）
  - 2006年9月25日に『筑紫哲也NEWS23』サブキャスターとして就任して以来、本番組も続投。2012年3月26日より『NEWS23』の末期以来2年ぶりに単独メインとなる。
- 松原耕二（TBS報道局ニュース部スペシャリスト部長、2010年3月29日 - 2012年3月23日）
  - 番組立ち上げ時はTBS報道局プロデューサー。2010年7月1日より上記の肩書きとなった。

特集キャスター
- 萩原豊[注 5]（TBS報道局記者、2010年3月29日 - 2011年3月25日）

不定期出演。かつて、『筑紫哲也NEWS23』の特集企画の1つであった「それから」の下村健一（元TBSアナウンサー）に近いポジションでの出演・特集企画の担当となるが、大きなニュースがある場合には現場からの生中継で出演するなどフィールドキャスターの役割を担うこともあった。
スポーツキャスター
すべて当時TBSアナウンサー。膳場が取材や休暇等でスタジオにいない場合は番組全体の進行は松原が担当し、サブ的な役割を担当する他、ニュース原稿の読み上げも担当する。
また、本来の担当キャスターが休暇等で不在の場合は原則として、もう一人のキャスターが代理出演するが、青木の休暇時は枡田以外のTBSアナウンサーが代理出演することもある。
- 青木裕子（月曜日 - 木曜日、2010年3月29日 - 2012年3月22日）
  - 青木がスポーツキャスターを担当するのは『J-SPO』に出演していた2008年9月以来1年半ぶり。
  - スポーツ担当としては2012年3月22日が最後であるが、松原・枡田と共に番組降板の挨拶を行うため、翌日（3月23日）のエンディングにも駆け付けた。
- 枡田絵理奈（金曜日、2010年4月2日 - 2012年3月23日）
  - 2011年3月まで『スーパーサッカーJ』、2012年3月まで週末の『S☆1』を兼務。

### リニューアル後の出演者
コメンテーター
- 播摩卓士（TBS解説委員、2012年3月26日 - 2013年3月29日）
  - 基本的にスポーツコーナーには出演しないが、膳場が不在時はスポーツコーナーも出演しコメントをつける。

スポーツキャスター兼サブキャスター
- 出水麻衣（TBSアナウンサー、同上）
  - 実質的には2009年3月以来3年ぶりに『NEWS23』シリーズに復帰する。なお、2010年9月14日は青木裕子の代理として出演したことがある。
  - 膳場が休暇または取材で不在の時はメイン代行となる。
  - 蓮見がスタジオに出演するようになってからはスポーツのみを担当することが多い。

フィールドキャスター→フィールドキャスター兼サブキャスター
- 蓮見孝之（同上）
  - 2012年9月までは膳場不在時を除いて、原則VTR出演のみだった。
  - 2012年10月からは膳場がスタジオにいる場合でも、スタジオに出演するようになり、同時にサブキャスターを兼任するようになった。

ナレーター
- 石井康嗣
- 幸田夏穂
- 湯浅真由美
- 森尾ナオアキ（2010年3月29日 - 不明）
- 古野顕一（SPORTS X）
- 大木民夫
- 坪井章子
- 青野武
ほか
  - スポーツキャスターがスポーツ関係のニュースのナレーションも入れる項目もある。

### スポット出演
ゲストコメンテーター
- 石川達紘（弁護士、元東京地検特捜部長）
- 杉尾秀哉（TBS解説・専門記者室長）
- 立花隆（ジャーナリスト）
- 藤原帰一（東京大学大学院教授）
- 山室惠（弁護士、元裁判官）
- 鳥越俊太郎（ジャーナリスト）

ほか
スポーツコメンテーター
- 野村克也（東北楽天ゴールデンイーグルス名誉監督[注 6]）
- 桑田真澄（元読売ジャイアンツ投手、メジャーリーグの解説担当として出演）
- 小倉隆史（サッカー解説者、日本代表の試合当日などに出演。サッカーワールドカップ 南アフリカ大会期間中は現地からのレポートを担当）
- 柱谷哲二（サッカー解説者・元サッカー日本代表、サッカーワールドカップ 南アフリカ大会期間中、解説担当として出演）

特集
- 綾瀬はるか（女優、後述の特別企画に出演）

気象解説
- 森田正光（気象予報士、『NEWS23』の末期には天気予報を担当）

台風など異常気象発生時に出演することがある。なお、当番組の天気予報はメインキャスターの膳場が担当している。

### 主要出演者の変遷
| 期間 | 期間      | キャスター         | キャスター  | キャスター | キャスター        | キャスター | コメンテーター |
| 期間 | 期間      | メイン             | スポーツ    | スポーツ   | サブ              | その他     | コメンテーター |
| 期間 | 期間      | メイン             | 月曜 - 木曜 | 金曜       | サブ              | その他     | コメンテーター |
| --- | --------- | ------------------ | ----------- | ---------- | ----------------- | ---------- | -------------- |
| 2010.3.29 | 2011.3.25 | 松原耕二 膳場貴子1 | 青木裕子    | 枡田絵理奈 | （不在）          | 萩原豊2    | （不在）       |
| 2011.3.28 | 2012.3.23 | 松原耕二 膳場貴子1 | 青木裕子    | 枡田絵理奈 | （不在）          | （不在）   | （不在）       |
| 2012.3.26 | 2012.9.28 | 膳場貴子           | 出水麻衣    | 出水麻衣   | 出水麻衣          | 蓮見孝之3  | 播摩卓士       |
| 2012.10.1 | 2013.3.29 | 膳場貴子           | 出水麻衣    | 出水麻衣   | 出水麻衣 蓮見孝之 | 蓮見孝之3  | 播摩卓士       |
| - 天気予報は、放送開始から終了まで膳場が担当。 - 上記の末期キャスター陣は全員、後身番組『NEWS23』（第2期）も続投。 - 1 前身番組『NEWS23』（第1期）から続投。 - 2 「特集キャスター」を担当。不定期で出演。 - 3 「フィールドキャスター」を担当。2012年9月まで不定期でスタジオに出演。 |           |                    |             |            |                   |            |                |

## 放送時間
全て日本時間（JST）で表す。
- 月曜 - 木曜22:54 - 23:45（51分）
- 金曜23:30 - 翌0:15（45分）
  - また、20:54枠の『JNNフラッシュニュース』の中で当番組のスタジオからの生予告（メインキャスターの膳場が担当）を放送していた。

## 主なコーナー・シリーズ企画
コーナー名の「X」は番組名同様「クロス」と読む。
特集コーナー
政治・経済・社会問題を掘り下げる。当初は「クロスアジェンダ」のタイトルで通常は月曜日 - 木曜日に放送されており、萩原が進行及びVTRの補足解説を行っていた（萩原不在時は膳場・松原が進行役を担っていた）。なお、日によっては特集コーナーが存在しても「クロスアジェンダ」のタイトルが付かないこともあった。
現在はシリーズで特集が組まれる場合にシリーズタイトルがつけられている。
また、当日昼の『ひるおび!』内「JNNニュース」では当日放送予定の特集の見どころをまとめた予告VTRが放送されている。
クロスTODAY→23X TODAY
｢NEWS23｣シリーズにおける「NEWS ラウンドアップ」→「NEWS INDEX」→「TODAY」→「flash23」の系譜を引き継ぐフラッシュニュースコーナー。膳場とナレーターの石井が交互に読み上げる。
2012年春のリニューアルから「23X TODAY」に改題している。コーナー冒頭のタイトル画面では、バックに東京（銀座・秋葉原・浅草・原宿・渋谷のいずれも曜日順）の人が行き交う風景をミニチュアライズ（模型のように見えるエフェクト）処理した映像を使用している。
SPORTS X→23X SPORTS
スポーツコーナー。スポーツキャスターが進行を務める。
リニューアル前は、毎回、青木または枡田の顔をアップにする演出が取られていた（ただし野村や桑田がいる場合は彼らとのツーショットになることが多い）。内包コーナーとしては国内プロ野球の結果を扱う「CLOSEUP GAME X」、メジャーリーグの結果を扱う「TODAY'S MLB」があり、国内プロ野球の試合がないことが多い月曜日には後者を拡大した「MONDAY MLB」が放送されていた。
また、リニューアル前、コーナー中は、画面左上に半透過で表示されている番組ロゴの右下に『S1』の文字が加えられていたほか、2010年6月頃までは項目・見出しテロップの書体に『S☆1』と同一のものを使用していた。現在のテロップの左端部分には、伝える競技の種目を模したイラストを表示していた。
天気予報
本番組では専属の天気キャスターがおらず、膳場が読み上げる。
○○キャスター ひとこと
エンドクレジットの5秒間における、スポーツキャスターによるコメント。多くは次回放送の予告（スポーツに限らない）になることが多いが、その日の内容の感想などになることもある。過去に、木曜日に「金曜クロス」の予告を行う場合には、青木ではなく膳場がこの部分を担当することがあった。
綾瀬はるかがたどる戦争の記憶 〜65年目の証言〜
2010年5月10日より不定期（毎月数回程度）放送されているシリーズ企画。
広島県出身の女優・綾瀬はるかが、広島・長崎の被爆者や沖縄の地上戦経験者など戦争経験者へ取材やインタビューを行う。
2010年8月からは同様の企画「綾瀬はるか『戦争』を聞く」を放送している。
2013年4月19日に岩波ジュニア新書からTBSテレビ NEWS23取材班編 『綾瀬はるか「戦争」を聞く』として書籍化された。

### 過去のコーナー・シリーズ企画
松原耕二X
松原によるコラムコーナー。2010年8月頃より不定期放送されていた。
｢筑紫哲也NEWS23｣で筑紫哲也が「多事争論」以外でも主要ニュースに対してコメントを述べていたように、ニュースのあとにコメントを行う。
また、放送中は画面左下に「松原耕二X○○（○○の中にはその日のコラムのタイトルやテーマが入る）」とコーナー名等が表示されるが、コーナー用のオープニングはない。
ひとことアジェンダ
｢筑紫哲也NEWS23｣の「異論!反論!OBJECTION」を彷彿とさせる街頭インタビューコーナー。2010年8月ごろより放送。
毎回、特定のテーマに則ったインタビューを行い、さまざまな意見を紹介した。
金曜クロス
金曜日の特集コーナー。『NEWS23』の「金曜深夜便」・「金曜解放区」に相当し、あらゆるジャンルの人物や文化にスポットをあてる。ただし、「金曜クロス」を休止して「クロスアジェンダ」を放送することもあった。
このコーナーの放送中は画面左上に半透過で表示されている番組ロゴの横に『金曜クロス』の文字が加えられていた。
選挙X
第22回参議院議員通常選挙関連のニュースを扱ったシリーズ企画。
選挙区レポートなどの取材VTRとスタジオでの補足・『筑紫哲也NEWS23』での「異論!反論!OBJECTION」を彷彿とさせる街頭インタビューコーナー「ひとこと言いたい!」・松原によるコラム「松原耕二のアジェンダ」と、3つのパートで構成されていた。
このシリーズを扱っている最中は番組ロゴに代わり、シリーズタイトルの『選挙X』が画面左上に半透過で表示されていた。
- 2010年7月6日は「選挙クロススペシャル・7党首激突!」として、番組全体の放送時間を拡大の上で党首討論を放送した。

後に「ひとこと言いたい!」と「松原耕二のアジェンダ」は改題を行い、それぞれ「ひとことアジェンダ」、「松原耕二X」として単独コーナー化された（上記参照）。
原爆X 2010
｢原爆の日｣に合わせた特別編成。「綾瀬はるか『戦争』を聞く」を内包。
このシリーズを扱っている最中は番組ロゴに代わり、シリーズタイトルの『原爆X』が画面左上に半透過で表示されていた。
- 2010年8月9日は番組全体の放送時間を拡大の上で放送した。

## 年間テーマ
前身の番組『筑紫哲也NEWS23』では1991年から2008年まで年間テーマが定められていたが、当番組でも2011年・2012年は年間テーマが設置されることになった。
- 2011年：前へ!
- 2012年：より前へ!（東日本大震災に伴う）

## テーマ音楽
| 期間                          | オープニング                  | エンディング                          |
| ----------------------------- | ----------------------------- | ------------------------------------- |
| 2010年3月29日 - 2011年4月1日  | Nick Wood 「Sound & Light」   | 稲葉浩志 「この手をとって走り出して」 |
| 2011年4月4日 - 2012年3月23日  | Nick Wood 「Sound & Light」   | B'z 「Homebound」                     |
| 2012年3月26日 - 2013年3月29日 | トベタ・バジュン 「虹色の夢」 | 竹内まりや 「それぞれの夜」           |

## スタッフ
- ディレクター：後藤俊広
- プロデューサー：南部雅弘
- 総合編集長：稲岡洋樹
- 制作：JNN
- 製作著作：TBS

過去
- オープニングイラスト：下田昌克
- 制作プロデューサー・編集長：堤慶太
- チーフプロデューサー：鈴木宏友
- エグゼクティブプロデューサー：西崎裕文

### ネット局
| 放送対象地域   | 放送局                    | 系列    | 放送時間（JST）                               | 備考       |
| -------------- | ------------------------- | ------- | --------------------------------------------- | ---------- |
| 関東広域圏     | TBSテレビ（TBS）          | TBS系列 | 月曜 - 木曜 22:54 - 23:45 金曜 23:30 - 翌0:15 | 【制作局】 |
| 北海道         | 北海道放送（HBC）         | TBS系列 | 月曜 - 木曜 22:54 - 23:45 金曜 23:30 - 翌0:15 | 同時ネット |
| 青森県         | 青森テレビ（ATV）         | TBS系列 | 月曜 - 木曜 22:54 - 23:45 金曜 23:30 - 翌0:15 | 同時ネット |
| 岩手県         | IBC岩手放送（IBC）        | TBS系列 | 月曜 - 木曜 22:54 - 23:45 金曜 23:30 - 翌0:15 | 同時ネット |
| 宮城県         | 東北放送（TBC）           | TBS系列 | 月曜 - 木曜 22:54 - 23:45 金曜 23:30 - 翌0:15 | 同時ネット |
| 山形県         | テレビユー山形（TUY）     | TBS系列 | 月曜 - 木曜 22:54 - 23:45 金曜 23:30 - 翌0:15 | 同時ネット |
| 福島県         | テレビユー福島（TUF）     | TBS系列 | 月曜 - 木曜 22:54 - 23:45 金曜 23:30 - 翌0:15 | 同時ネット |
| 山梨県         | テレビ山梨（UTY）         | TBS系列 | 月曜 - 木曜 22:54 - 23:45 金曜 23:30 - 翌0:15 | 同時ネット |
| 新潟県         | 新潟放送（BSN）           | TBS系列 | 月曜 - 木曜 22:54 - 23:45 金曜 23:30 - 翌0:15 | 同時ネット |
| 長野県         | 信越放送（SBC）           | TBS系列 | 月曜 - 木曜 22:54 - 23:45 金曜 23:30 - 翌0:15 | 同時ネット |
| 静岡県         | 静岡放送（SBS）           | TBS系列 | 月曜 - 木曜 22:54 - 23:45 金曜 23:30 - 翌0:15 | 同時ネット |
| 富山県         | チューリップテレビ（TUT） | TBS系列 | 月曜 - 木曜 22:54 - 23:45 金曜 23:30 - 翌0:15 | 同時ネット |
| 石川県         | 北陸放送（MRO）           | TBS系列 | 月曜 - 木曜 22:54 - 23:45 金曜 23:30 - 翌0:15 | 同時ネット |
| 中京広域圏     | 中部日本放送（CBC）       | TBS系列 | 月曜 - 木曜 22:54 - 23:45 金曜 23:30 - 翌0:15 | 同時ネット |
| 近畿広域圏     | 毎日放送（MBS）           | TBS系列 | 月曜 - 木曜 22:54 - 23:45 金曜 23:30 - 翌0:15 | 同時ネット |
| 鳥取県・島根県 | 山陰放送（BSS）           | TBS系列 | 月曜 - 木曜 22:54 - 23:45 金曜 23:30 - 翌0:15 | 同時ネット |
| 岡山県・香川県 | 山陽放送（RSK）           | TBS系列 | 月曜 - 木曜 22:54 - 23:45 金曜 23:30 - 翌0:15 | 同時ネット |
| 広島県         | 中国放送（RCC）           | TBS系列 | 月曜 - 木曜 22:54 - 23:45 金曜 23:30 - 翌0:15 | 同時ネット |
| 山口県         | テレビ山口（tys）         | TBS系列 | 月曜 - 木曜 22:54 - 23:45 金曜 23:30 - 翌0:15 | 同時ネット |
| 愛媛県         | あいテレビ（ITV）         | TBS系列 | 月曜 - 木曜 22:54 - 23:45 金曜 23:30 - 翌0:15 | 同時ネット |
| 高知県         | テレビ高知（KUTV）        | TBS系列 | 月曜 - 木曜 22:54 - 23:45 金曜 23:30 - 翌0:15 | 同時ネット |
| 福岡県         | RKB毎日放送（RKB）        | TBS系列 | 月曜 - 木曜 22:54 - 23:45 金曜 23:30 - 翌0:15 | 同時ネット |
| 長崎県         | 長崎放送（NBC）           | TBS系列 | 月曜 - 木曜 22:54 - 23:45 金曜 23:30 - 翌0:15 | 同時ネット |
| 熊本県         | 熊本放送（RKK）           | TBS系列 | 月曜 - 木曜 22:54 - 23:45 金曜 23:30 - 翌0:15 | 同時ネット |
| 大分県         | 大分放送（OBS）           | TBS系列 | 月曜 - 木曜 22:54 - 23:45 金曜 23:30 - 翌0:15 | 同時ネット |
| 宮崎県         | 宮崎放送（MRT）           | TBS系列 | 月曜 - 木曜 22:54 - 23:45 金曜 23:30 - 翌0:15 | 同時ネット |
| 鹿児島県       | 南日本放送（MBC）         | TBS系列 | 月曜 - 木曜 22:54 - 23:45 金曜 23:30 - 翌0:15 | 同時ネット |
| 沖縄県         | 琉球放送（RBC）           | TBS系列 | 月曜 - 木曜 22:54 - 23:45 金曜 23:30 - 翌0:15 | 同時ネット |

## 関連番組
- 筑紫哲也NEWS23（前身・母体番組）
- NEWS23（前番組であり当番組の後番組）
- JNNニュース
- 総力報道!THE NEWS
- Nスタ：同じく2010年3月29日にスタートした夕方の報道・情報番組。膳場と同じく元NHKアナウンサーの堀尾正明が初代メインキャスターを務めていた。
- 乱!参院選2010
- 乱!総選挙2012
- かごしま24：2010年6月より本番組とコラボした番宣CMを放送している。
- 報道の日：本番組キャスターの膳場が司会（第1回・第2回とも第2部・第3部のみ）を務める長時間報道特別番組。第1回の第2部には綾瀬がナレーターとして出演した。
- 報道ステーション